# Acquasanta (UPL di Palermo)
Acquasanta è la cinquantatreesima unità di primo livello di Palermo.
È situata nella zona centro-orientale della città; fa parte dell'VIII Circoscrizione.
Nel quartiere ha sede la società calcistica della Fincantieri.

## Infrastrutture e trasporti
Il quartiere è servito dalle linee autobus 603, 721, 731 e N1 (notturna) dell'AMAT

## Media
E' esistente una tv locale dal nome di Telerent, oggi associata al circuito nazionale 7 Gold, così come Siciliauno, mentre negli anni passati, sono esistite alcune attività radiotelevisive; nel settore radiofonico erano presenti Tele Radio Special (la radio della Cooperativa Dipendenti Riuniti del Cantiere Navale) e Radio Palermo Centrale mentre nel settore televisivo avevano sede Antenna 1, Canale 34, Nuovo Canale 34, CTS (dopo lo spostamento da Via Matteo Dominici, storica sede naturale) Jolly Video 59, Teleregione, Telestar 59, Tv City, Video PA.